# Gartenstraße 3 (Magdeburg)

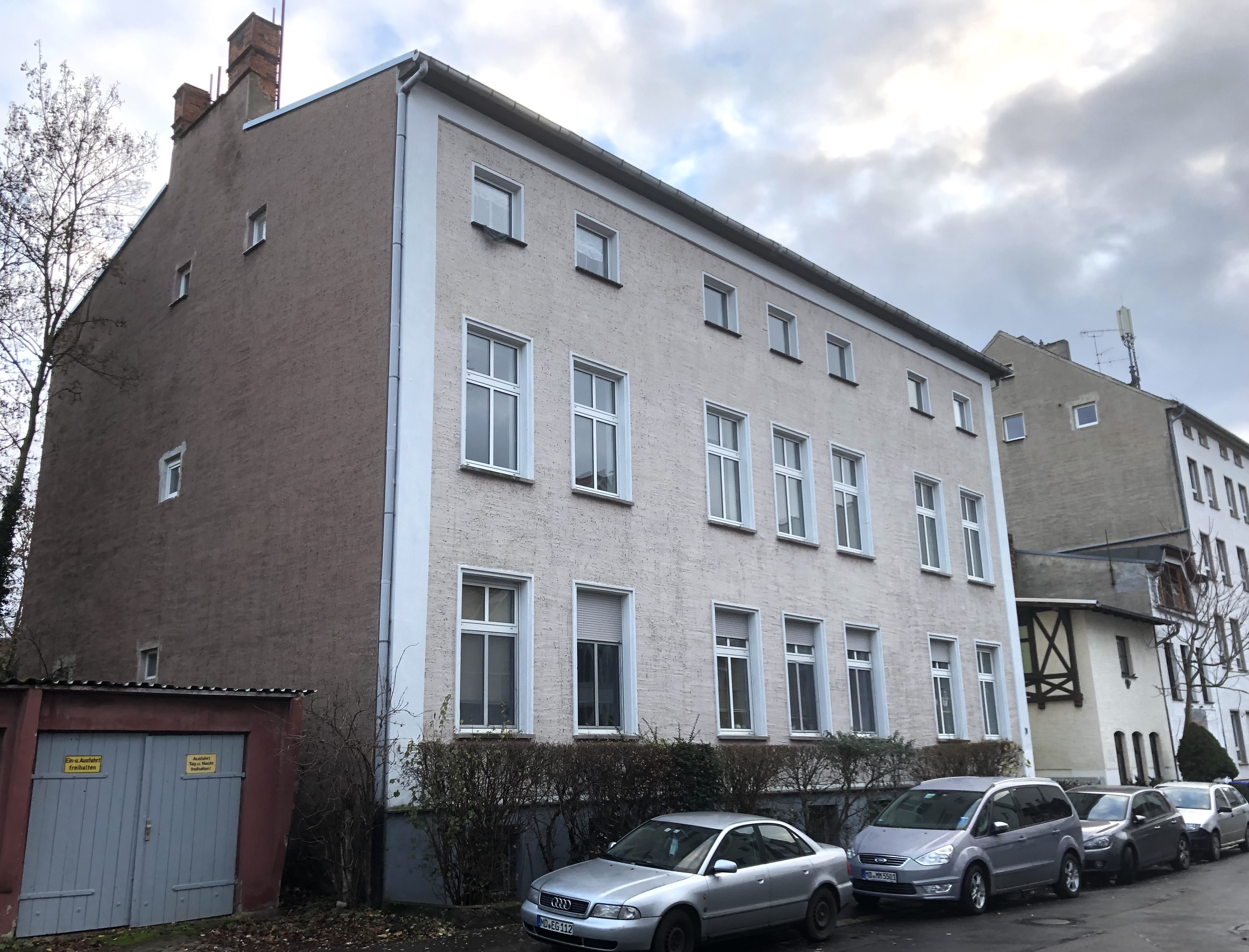
Gartenstraße 3 im Jahr 2020

Das Haus Gartenstraße 3 ist denkmalgeschütztes Wohnhaus in Magdeburg in Sachsen-Anhalt.

## Lage
Das Gebäude befindet sich auf der Ostseite der Gartenstraße im Magdeburger Stadtteil Werder.

## Architektur und Geschichte
Der zweieinhalbgeschossige Bau entstand im Jahr 1874 und war ursprünglich mit einer Fassade im Stil der Neorenaissance versehen. Diese gründerzeitliche Gestaltung erinnerte an einen Palazzo, ist jedoch nicht erhalten. Allerdings sind Teile der bauzeitlichen Ausstattungselemente noch vorhanden, so insbesondere die doppelflügelig ausgeführte Eingangstür und das Treppenhaus. Im sehr repräsentativ gestalteten Treppenhaus sind Stuck sowie eine Wandgliederung vorhanden. Außerdem befinden sich dort Schnitzarbeiten, die zum Teil Greifen darstellen, Geländer und Paneele.
Im örtlichen Denkmalverzeichnis ist das Wohnhaus unter der Erfassungsnummer 094 82681 als Baudenkmal verzeichnet.
Das Gebäude gilt als bemerkenswertes Beispiel einer gründerzeitlichen Gebäudeausstattung.